# Alojzy Liguda
Alojzy Liguda SVD (* 23. Januar 1898 in Winau als Alois Liguda; † 8./9. Dezember 1942 im KZ Dachau) war ein polnischer Ordenspriester, der von den Nationalsozialisten ermordet wurde. Er ist in der römisch-katholischen Kirche als Märtyrer anerkannt und wird als Seliger verehrt.

## Leben

### Herkunft und Werdegang

Familie Liguda, um 1901

Alois Liguda wurde in Winau in Oberschlesien als siebtes von acht Kindern des Gärtners Albert (Wojciech) Liguda (1854–1922) und seiner Frau Rosalie Liguda geb. Przibylla (Rozalia Przybyła, 1859–1945) geboren. Die Familie, die eine kleine Landwirtschaft betrieb, gehörte zum polnischen Bevölkerungsteil der damaligen preußischen Provinz Schlesien. Mit 15 Jahren trat Alois, der ein guter Schüler war und sich für fremde Länder und Kontinente interessierte, in das Kleine Seminar der Steyler Missionare in Neiße ein. Im Ersten Weltkrieg musste er seine Ausbildung unterbrechen und ab 1917 als Artillerist bei der preußischen Armee an der Westfront Kriegsdienste leisten. Im Laufe des Krieges wurde er zum Unteroffizier befördert. Sein Bruder Johann (Jan), der ein Schuhmachergeschäft im Stadtzentrum von Oppeln besaß, war im Mai 1915 als Reservist bei einem Reserve-Infanterie-Regiment gefallen; sein Bruder Emanuel (1890–1923) im gleichen Jahr als Sanitäts-Unteroffizier schwer verwundet worden.
Nach seiner Rückkehr aus dem Krieg machte er 1920 in Neiße das Abitur und ging anschließend ins Noviziat in das Missionshaus St. Gabriel in Mödling bei Wien, damals das wichtigste Zentrum der Gesellschaft des Göttlichen Wortes, wie sich die Steyler Missionare offiziell nennen. Während er sich in Österreich aufhielt, brach in seiner Heimat der Schlesische Aufstand aus, von dem ihm sein Vater in Briefen berichtete und der ihn stark aufwühlte. Wojciech Liguda wurde in Oberschlesien wegen seines Optierens für Polen angefeindet.

### Ordensleben
Sein erstes Ordensgelübde legte Alojzy Liguda im September 1921 ab. Danach unterrichtete er einige Zeit im Knabenseminar der Steyler Missionare in Pieniezno in Ostpreußen Latein und Mathematik und absolvierte seine theologischen Studien, für die er nach Österreich zurückkehrte. Im September 1926 legte er seine Ewige Profess ab und wurde am 26. Mai 1927 in St. Gabriel zum Priester geweiht, gemeinsam mit seinem Mitbruder Stanisław Kubista (1898–1940), der später mit ihm ins Konzentrationslager deportiert wurde. Seine Primiz feierte Liguda in der Heilig-Kreuz-Kirche in Oppeln. Entgegen seinem Wunsch, nach Übersee in entlegene Missionsgebiete gesandt zu werden, beurteilten ihn seine Ordensoberen aufgrund „guter intellektueller Fähigkeiten“ als für den Lehrerberuf besonders geeignet und schickten ihn in die Ordensprovinz Polen, wo zu dieser Zeit ein Mangel an qualifizierten Lehrkräften bestand. Im Herbst 1928 kam er nach Polen, nahm die polnische Staatsangehörigkeit an und musste zunächst Prüfungen zur Anerkennung des Abiturs ablegen, um ein Studium an der 1919 neu errichteten polnischen Universität Posen aufnehmen zu können. Von 1930 bis 1934 studierte er Polnische Philologie und Zeitgeschichte an der Universität in Poznań und schloss das Studium mit einer Diplomarbeit zum literarischen Werk des Gallus Anonymus ab. Während des Studiums betätigte er sich zugleich als Schulgeistlicher und Religionslehrer an der Posener Ursulinenschule. Angeregt durch die Erziehungsenzyklika Divini illius Magistri (1929) von Papst Pius XI. wurden Predigten und andere Texte Ligudas aus seiner Arbeit mit den Schülerinnen in zwei Sammlungen veröffentlicht.
Anschließend wurde er in das Steyler Missionshaus St. Joseph in Górna Grupa versetzt, wo sich das Provinzialat seines Ordens befand. Er unterrichtete an der dortigen Schule Geschichte und Polnisch, gab Katechesen und war ein im Haus und in den umliegenden Pfarreien gefragter Prediger und Exerzitienleiter. Aus dieser Zeit stammt sein Büchlein „Brot und Salz“, das Einführungen zu den Sonntagslesungen des liturgischen Lesejahres enthält. Auch die polnischen Soldaten der nahe gelegenen Kaserne in Grupa wurden von Pater Alojzy als Seelsorger betreut. Am 24. Juli 1939, gut einen Monat vor Ausbruch des Zweiten Weltkriegs, wurde er zum Rektor des Missionshauses ernannt.

### Verfolgung und Tod
Nach dem Überfall auf Polen wurde das Missionshaus in Górna Grupa von der Wehrmacht besetzt und von SS und Gestapo zu einem Sammellager für polnische Geistliche gemacht. Die Schule wurde geschlossen. Neben den Priestern des eigenen Konvents der Steyler Missionare, der damals 64 Patres und Brüder umfasste, wurden am 28. Oktober 1939 etwa 80 Diözesanpriester und Seminaristen aus den Diözesen Chełmno, Włocławek und Gniezno dort festgesetzt. Als Hausvorstand versuchte Liguda, den Mitgefangenen Mut und Trost zu spenden, und trat gegenüber den Bewachern selbstbewusst auf; so protestierte er am 18. November 1939 erfolglos gegen den Abtransport von 16 Gefangenen (11 Weltpriestern und 5 Salesianern) mit einem Bus, die – wie die Insassen später erfuhren – auf einem Truppenübungsgelände in den umliegenden Wäldern erschossen wurden. Am 5. Februar 1940 wurde eine Gruppe Priester, darunter Alojzy Liguda, in das Zivilgefangenenlager Neufahrwasser in Nowy Port bei Danzig gebracht und wenige Tage darauf dem KZ Stutthof zugewiesen. Hier verbrachte Liguda das Osterfest. Sein Insistieren soll dazu beigetragen haben, dass im Lager am Gründonnerstag 1940 eine Heilige Messe gefeiert und den Häftlingen die Osterkommunion ausgeteilt werden durfte, für viele das letzte Mal in ihrem Leben. Am 28. März 1940 wurde Liguda mit einer größeren Gruppe Häftlingen nach Grenzdorf bei Sztutowo („Stutthof“) transportiert, am 6. April ins Hauptlager Stutthof und am 9. April in das KZ Sachsenhausen verbracht. Unter den Leidensgefährten war auch Alojzys gleichaltriger Weihekollege Stanisław Kubista, der knapp drei Wochen nach der Ankunft in Sachsenhausen entkräftet zusammenbrach und von Wachen erschlagen wurde.
Liguda bekam wegen seiner einwandfreien Deutschkenntnisse im Lager deutliche Erleichterungen gegenüber anderen KZ-Häftlingen. Er wurde zur Bedienung des SS-Personals eingesetzt und durfte anderen Insassen Deutschunterricht erteilen. Er benutzte die Bevorzugungen teils dazu, seinen Schülern aufmunternde Referate zu geben oder gewisse Erholungspausen zu ermöglichen. Dennoch wurde er auch Opfer von Schikanen und brutalen Bestrafungen. Im Spätherbst 1940 verdichteten sich Hinweise, dass Alois Liguda freigelassen werden könnte. Tatsächlich hatte sich die Generalleitung des Steyler Missionsordens zusammen mit Ligudas Familie über die Berliner Nuntiatur intensiv um seine Freilassung bemüht. Sie hatte geltend gemacht, dass seine Angehörigen die deutsche Staatsangehörigkeit besaßen, dass er im Ersten Weltkrieg auf deutscher Seite gekämpft hatte und dass sein Bruder als deutscher Soldat im Krieg gefallen war. Auch die Tatsache, dass Liguda kurz vor dem deutschen Einmarsch in Polen im August 1939 den deutschen evangelischen Pfarrer von Górna Grupa vor Ausschreitungen polnischer Einwohner beschützt hatte, wurde angeführt. Die Entlassungspläne schienen so weit gediehen, dass er bereits einem Arzt vorgeführt wurde, um seinen Gesundheitszustand zu überprüfen. Letztlich scheiterten die diplomatischen Anstrengungen an der Weigerung der Gestapo, die nach näherer Prüfung des Falles im Gegenteil eine schärfere Behandlung Ligudas veranlasste. Der Häftling habe erklärt, er sei Pole und habe die Absicht, auch in Zukunft in Polen zu arbeiten. Daraufhin wurde verfügt, dass der Priester von seinen bisherigen Mithäftlingen zu trennen und als Teil der „polnischen Intelligenz“ zu inhaftieren sei.
Am 14. Dezember 1940 wurde er in das KZ Dachau abtransportiert, seine Häftlingsnummer dort war 22604. Überlebende Mitgefangene beschreiben ihn als mutig, gerechtigkeitsliebend und humorvoll, selbst unter widrigen Umständen noch scherzend. Kurz nach seiner Ankunft wurde das Lager im Januar 1941 von einer Krätze-Epidemie heimgesucht. Als Ordner in der Häftlingsbaracke zog Liguda mehrmals den Zorn der Kapos und SS-Blockführer auf sich. Ein Tuberkulose-Rezidiv (er war als Student an Tbc erkrankt) konnte er im April/Mai 1942 in der Krankenabteilung auskurieren und dort auch Post von Bekannten und Freunden empfangen und an seine Familie schreiben. Anschließend kam er nicht mehr zu seiner bisherigen Gruppe zurück, sondern wurde zu den Invaliden verlegt, was im Lageralltag einem Todesurteil gleichkam. Gleichwohl überlebte er fast ein halbes Jahr im Tuberkuloseblock, wo er die Unterkunft mit dem Blockältesten teilte, mit dem er sich überwarf. Ende Oktober oder Anfang November 1942 teilte dieser ihn einer Versuchsstation zu, wo unter Leitung von Sigmund Rascher grausame medizinische Experimente zur Unterkühlung stattfanden. Er wurde jedoch von Bekannten protegiert und kehrte in den Tuberkuloseblock zurück. Ein „Invalidentransport“ aus Dachau zur Tötungsanstalt Hartheim, dem er zugeteilt war, umfasste zwölf Personen, von denen allerdings nur elf in Hartheim eintrafen. Liguda wurde wahrscheinlich in der Nacht vom 8. auf den 9. Dezember 1942 in Dachau getötet, wohl wiederum im Zusammenhang mit Erfrierungsexperimenten. Dem Zeugnis eines Krankenwärters zufolge wurde die Gruppe der Opfer, zu der er gehörte, brutal ertränkt. In einem Brief an seine 84-jährige Mutter wurde als Todesursache fälschlich „Lungentuberkulose“ angegeben. Alojzy Liguda hatte kurz vor seinem Tod dem Lagersekretär erklärt, wenn er sterbe, sollten sie wissen, dass man einen gesunden Menschen getötet habe. Er hatte sich in einem Brief gewünscht, seine alte Mutter überlebe ihn nicht.

## Gedenken

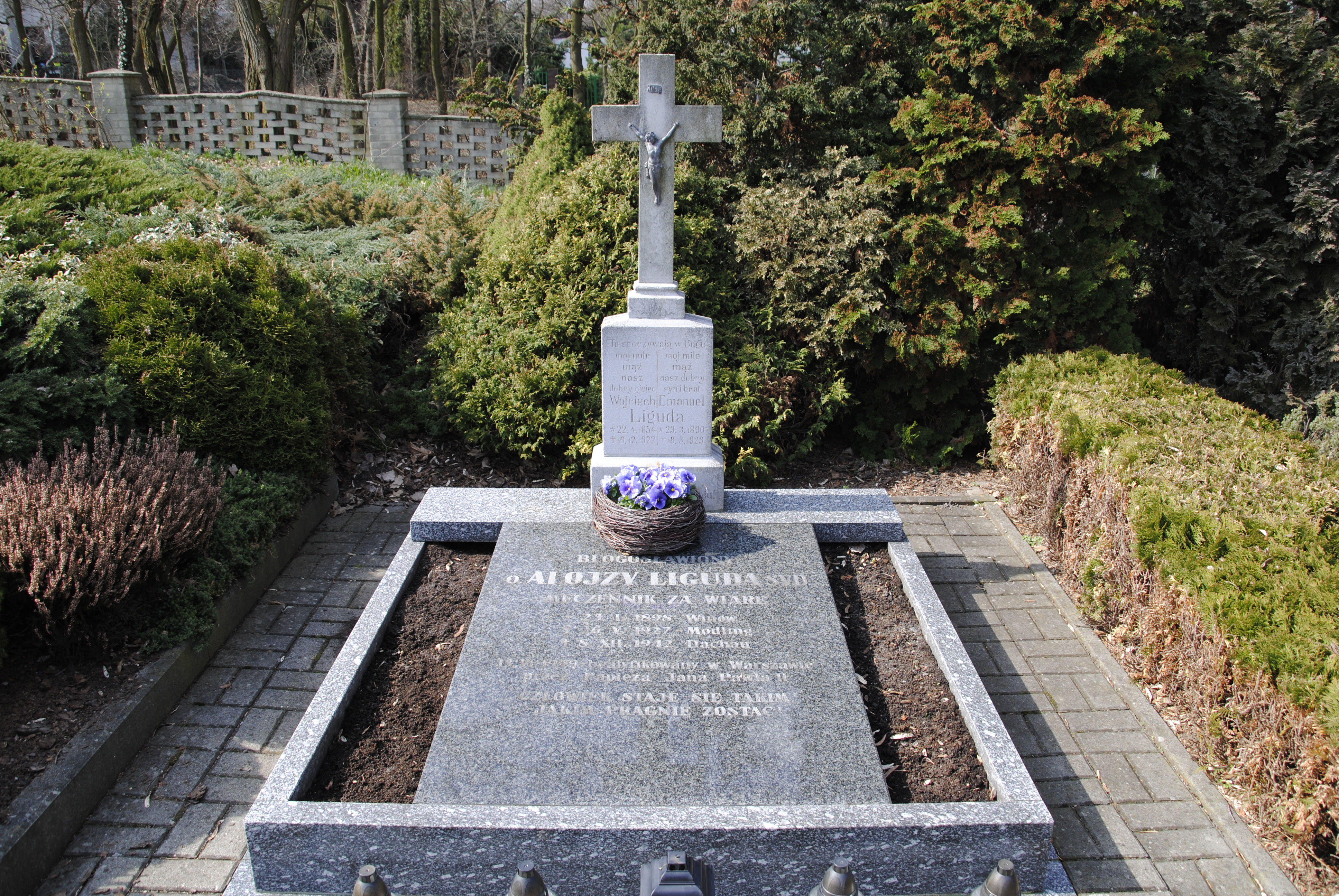
Grabmal in Winów

Sein Leichnam wurde nach offiziellen Angaben am 12. Dezember 1942 im Krematorium Dachau verbrannt. Die Asche aus Dachau wurde in einer mit Ligudas Häftlingsnummer gekennzeichneten Urne an die Mutter geschickt und im Familiengrab in Winów bestattet, wo auch sein Vater und sein Bruder Emanuel begraben liegen. Eine Grabplatte erinnert dort an Alojzy Liguda.
Alojzy Liguda wurde am 13. Juni 1999 in Warschau zusammen mit den drei Steyler Missionaren Grzegorz Frąckowiak, Stanisław Kubista und Ludwik Mzyk (1905–1940) als einer von 108 polnischen Märtyrern des deutschen Besatzungsregimes von dem selbst aus Polen stammenden Papst Johannes Paul II. seliggesprochen. Sein kirchlicher Gedenktag ist der 8. Dezember.
In Winów ist die Straße, in der sein Geburtshaus stand, nach Alojzy Liguda benannt (ul. Księdza Ligudy).
2018 wurde ein kirchlich produzierter Dokumentarfilm von Beata Maliszkiewicz über sein Leben veröffentlicht, der am Beispiel der Lebensgeschichte Ligudas das Schicksal polnischer Geistlicher während der deutschen Verfolgung im Zweiten Weltkrieg breiter thematisiert.

## Schriften
- Audi, Filia…! („Höre, Tochter“), Predigten an der Posener Ursulinenschule (Nachdruck: Opole 2003, ISBN 83-7342-014-2).
- Naprzód i wyżej („Weiter und höher“), Predigten und Katechesen an der Posener Ursulinenschule (Nachdruck: Opole 2010, ISBN 978-83-7342-065-6).
- Gall-Anonim jako literat („Gallus Anonymus als Literat“), Studienabschlussarbeit, 1934.
- Chleb i sól („Brot und Salz“), Kommentare zu den Sonntagslesungen, 1938 (Digitalisat; Nachdruck: Opole 2007, ISBN 978-83-7342-122-6).